# Sebastian Wanke

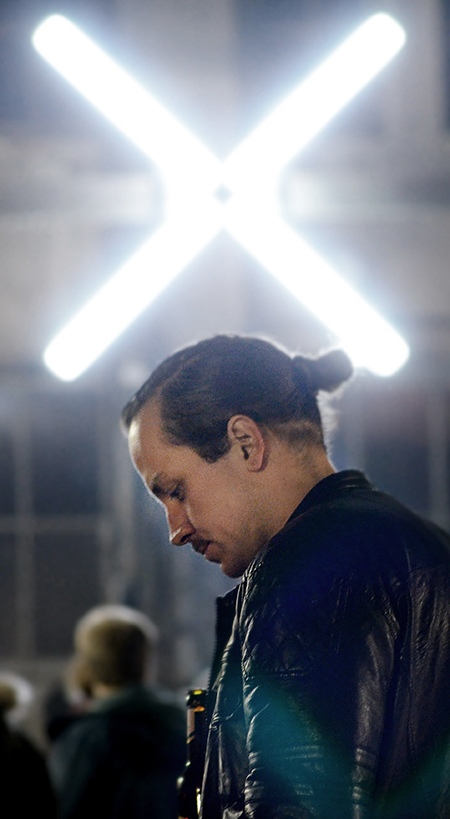
Sebastian Wanke (2015)

Sebastian Wanke (* 21. Januar 1986 in Schwalmstadt) ist ein deutscher Künstler und Kommunikationsdesigner.

## Leben
Sebastian Wanke wuchs in Schwalmstadt auf. Nach seinem Abitur leistete an der Universität Erfurt seinen Zivildienst. 2008 begann er ein Studium der Visuellen Kommunikation an der Bauhaus-Universität Weimar. In dieser Zeit war er zusätzlich in der Lehre im Fach Freie Kunst bei Barbara Nemitz und Martin Mohr und nahm an seiner ersten internationalen Gruppenausstellung teil. Er erwarb 2016 den Abschluss Diplom-Designer bei Hermann Stamm und Jens Hauspurg.
Seither ist er als freischaffender Künstler und Kommunikationsdesigner tätig und arbeitet unter anderem mit dem Künstlerkollektiv „Artisan“ und der Studio- und Ateliergruppe „Studio Wägetechnik e.V.“ in Weimar zusammen.

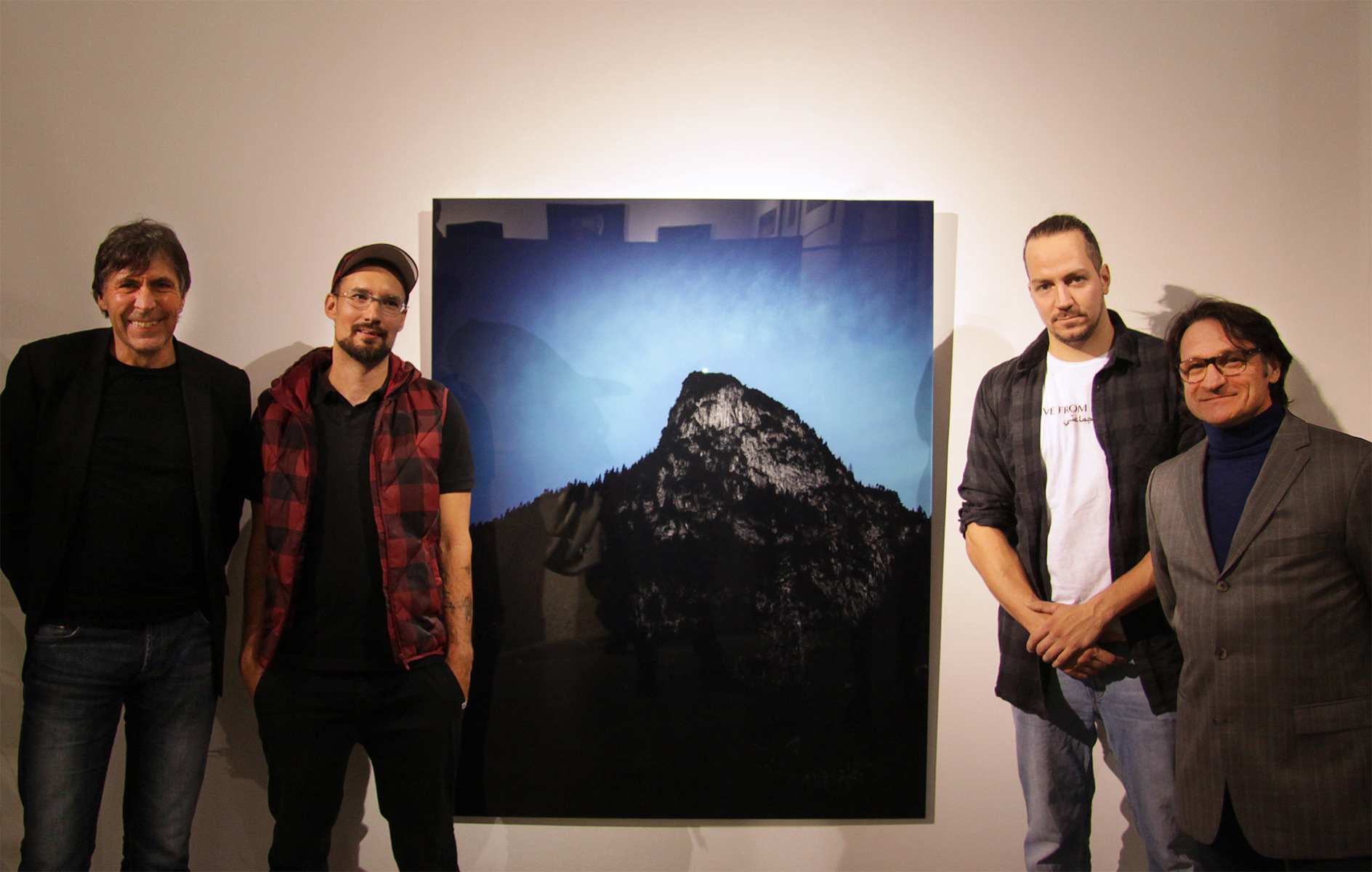
Ausstellung „Made in Oberammergau“ vor der Arbeit „Kofel X“ (v.l.) der Erste Bürgermeister Oberammergau Arno Nunn und die Künstler Sebastian Hertrich, Sebastian Wanke und Wolfgang van Elst.

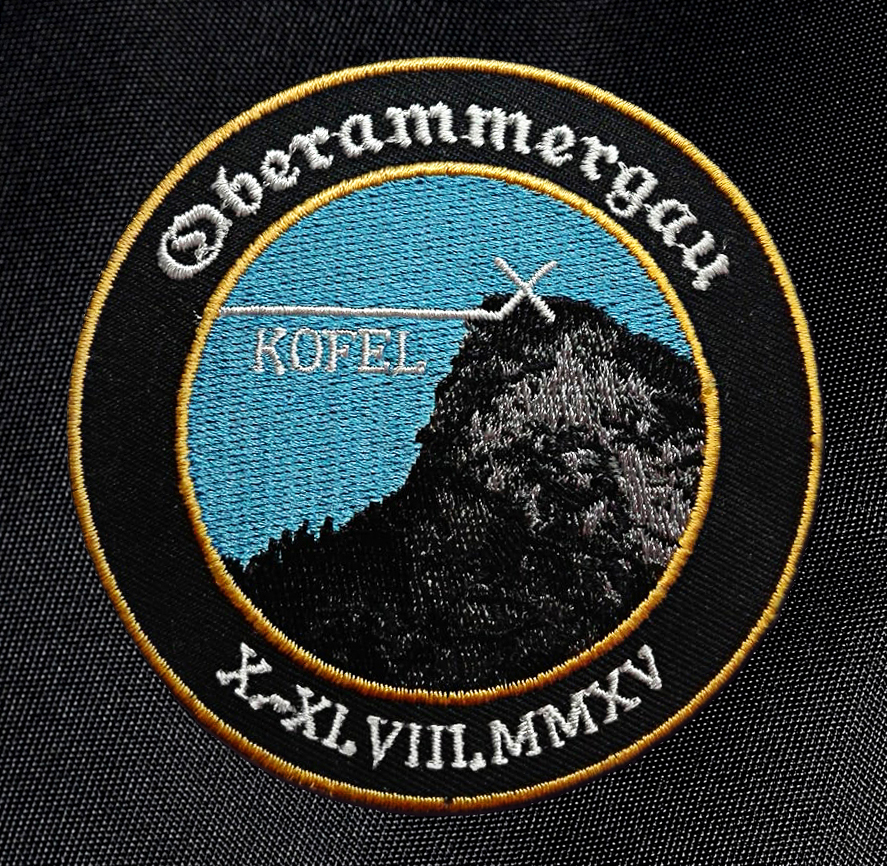
Bergabzeichen der Kunstaktion „Kofel X“. Entworfen von Sebastian Wanke.

2015 installierte Wanke in Zusammenarbeit mit Sebastian Hertrich eine Lichtinstallation auf dem Gipfel des Berges Kofel. Die Ergebnisse wurden 2016 unter anderem in der Ausstellung Made in Oberammergau in dem Pavillon der Staatlichen Fachschule für Holzbildhauerei in Oberammergau präsentiert. Für die Kunstaktion Kofel X wurde eigens ein Abzeichen entworfen und von den beiden Künstlern an Beteiligte und Unterstützer verliehen.

## Kunst am Bau
Im November 2021 realisierte der Künstler das Werk Glacial Erratic im Stadtteil Wachenbuchen/Maintal im Rahmen des Projekts „Förderung von Kunst im öffentlichen Raum“ und der dazugehörigen Ausschreibung. Im August 2022 setzte sich das Konzept BAULEITER, die in einem Wettbewerb im Zusammenhang mit der Sanierung und Umnutzung des denkmalgeschützten Gründerzeithauses Reichstein im Gelsenkirchener Entwicklungsstadtteil Ückendorf durch.

## Ausstellungen
Gruppenausstellungen 
- 2023 Terminus - Über Grenzen, Thüringer Landtag, Erfurt[4]
- 2022 Subversives Design, NRW-Forum, Düsseldorf[5]
- 2022 10 Jahre Kunstverein gegenwart e.V. - Zurück in die Gegenwart, Leipzig[6]
- 2022 Jarmuschek + Partner Galerie, J+1, Berlin[7]
- 2022 Kunstfestivals Begehungen, Chemnitz
- 2019 waste and void – Zeitgenössische Kunst im sakralen Raum, Erlangen
- 2019 BAUHAUS ENTDECKEN - Fotoausstellung, KunstForum, Gotha
- 2019 Der Heise Kunstpreis 2019 - Karl-Heinz Heise Stiftung, Alte Feuerwache, Dessau
- 2019 Zukunftsvisionen 2019 - Festival für zeitgenössische Künste, Galerie Exergon, Görlitz
- 2019 Kunst macht unsere Welt bunter, Commerzbank AG & art'SAP Dresden
- 2018 GRAND OUVERT – Bauhaus Photography at its finest, Kunsthaus Erfurt[8]
- 2018 BIENNALE AUSTRIA, Hundred shades of PINK, Wien[9]
- 2018 Glanz und Elend, Universitätskirche St. Nikola, Passau[10]
- 2017 Altenburger Trialog, Lindenau-Museum, Altenburg[11]
- 2017 art-figura, RE-FORMATION Perla Castrum, Schloss Schwarzenberg
- 2017 macht-masse-kollektiv, Kunstverein gegenwart e.V., Leipzig[12]
- 2017 Aina Mukana, Galleria Koivulinna, Pukkila
- 2017 YICCA – International Contest of Contemporary Art, Vilnius[13]
- 2017 LoosenArt – Gallery, The Image of the Savage, Millepiani Coworking, Rom
- 2017 London Photography Diary, Pictorial Acts of Post-Truth, Carmel on the Green, London
- 2017 Priests and Prawns, I refuse to be without hope, WBB Willner, Berlin
- 2017 C.A.R., contemporary art ruhr – Medienkunstmesse & Foto-Special, Zollverein, Essen
- 2016 OSTRALE – 10. Internationale Ausstellung für zeitgenössische Künste, Dresden[14]
- 2016 konnektor – Forum für Künste, Hannover[15]
- 2016 SpinnereiGalerien – Großer Herbstrundgang, marke.6, Leipzig[16]
- 2014 Was bleibt?, marke.6, Weimar[17]
- 2014 Color Class, Galerie Rothamel, Erfurt
- 2013 Le jardin souterrain, Saint-Germain-des-Prés, Paris[1]

 Duo- und Einzelausstellungen 
- 2017 WANKE & FALBE, Architektenkammer Thüringen, Erfurt[18]
- 2016 Made in Oberammergau, Staatliche Fachschule für Holzbildhauer, Oberammergau
- 2015 Diplomausstellung, Studio-Stahlbau-Wägetechnik, Weimar
- 2015 Kunstgalerie Windauge, Apolda

## Filmografie
Als Regisseur und Kreativdirektor
- 2023: MAMORÉ - Du Fehlst (Musikvideo/Kurzfilm)[19]
- 2021: MAMORÉ - Meine Liebe Nicht (Musikvideo)[20]
- 2021: JASUPER - Schwanseebad (Musikvideo)[21]

## Veröffentlichungen
- 2024 TERMINUS – Über Grenzen, Katalog
- 2020 waste and void – Zeitgenössische Kunst im sakralen Raum, Katalog
- 2019 Zukunftsvisionen 2019 - Festival für zeitgenössische Künste, Katalog
- 2019 „from above - BAUHAUS 2019“, Luftbildkalender[25]
- 2018 GRAND OUVERT – Bauhaus Photography at its finest, Katalog[26]
- 2018 BIENNALE AUSTRIA Hundred shades of PINK, Katalog
- 2017 Altenburger Trialog. Ein Gastspiel junger Kunst, Lindenau-Museum, Katalog[27]
- 2017 moderneREGIONAL, Postmoderne in Kork, Online-Magazin Feature[28]
- 2017 Design Made In Germany – Design made in Germany Magazin, Feature[29]
- 2017 art-figura, RE-FORMATION'17, Katalog
- 2017 YICCA, International Contest of Contemporary Art, 2016 / 2017, Katalog
- 2017 C.A.R., contemporary art ruhr – Medienkunstmesse & Foto-Special, Katalog
- 2017 we will see, konnektor – Internationale Gruppenausstellung, 2017, Katalog
- 2017 LoosenArt – Mag and Gallery, Contemporary Visual Art for Human Rights, Feature
- 2017 London Photography Diary – Pictorial Acts of Post-Truth, Feature
- 2017 ArtRabbit – Platform for International Contemporary Art, Feature
- 2016 Design Made In Germany – Design made in Germany Magazin, Feature[30]
- 2016 OSTRALE'16 error: x - OSTRALE Ausgabe 10, Katalog
- 2015 THNK TNK MAG – Kommunikationsformen gesellschaftlicher Veränderung Ausgabe 01
- 2014 HANT – Magazin für Fotografie Ausgabe 04[31]
- 2014 Color Class Galerie Rothamel, Katalog
- 2013 Die Epilog – Zeitschrift zum Gesellschaftswandel Ausgabe 02
- 2013 Le jardin souterrain, Katalog